# A Love So Beautiful (webserie)
A Love So Beautiful (아름다웠던 우리에게?, Areumda-wotdeon uri-egeLR; lett. "A noi che eravamo belli") è una webserie sudcoreana distribuita su KakaoTV dal 28 dicembre 2020 al 20 febbraio 2021, remake dell'omonima serie cinese del 2017. Internazionalmente è stata caricata su Netflix.

## Trama
La diciassettenne Shin Sol-i è una solare studentessa del Liceo Chun Ji, con una cotta per il suo compagno di classe e vicino di casa Cha Heon. Nonostante si dichiari continuamente al ragazzo, egli appare distante poiché ha difficoltà a esprimere i propri sentimenti. Intanto il nuotatore Woo Dae-seong si trasferisce al Liceo Chun Ji e si innamora di Sol-i.

## Personaggi e interpreti
- Cha Heon, interpretato da Kim Yo-han
- Shin Sol-i, interpretata da So Joo-yeon
- Woo Dae-seong, interpretato da Yeo Hoe-hyun
- Kang Ha-young, interpretata da Jo Hye-joo
- Jeong Jin-hwan, interpretato da Jeong Jin-hwan